# Hetha Peak
Hetha Peak är en bergstopp i Antarktis. Den ligger i Östantarktis. Nya Zeeland gör anspråk på området. Toppen på Hetha Peak är 1 598 meter över havet, eller 100 meter över den omgivande terrängen. Bredden vid basen är 2,0 km.
Terrängen runt Hetha Peak är bergig norrut, men söderut är den kuperad. Trakten är obefolkad. Det finns inga samhällen i närheten. 